# Ancien cimetière militaire du Point 110
Le Point 110 Old Military Cemetery, Fricourt  ( Vieux cimetière militaire de Point 110, Fricourt) est un cimetière militaire de la Première Guerre mondiale, situé sur le territoire de la commune de Fricourt, dans le département de la Somme, au nord-est d'Amiens.

## Localisation
Ce cimetière est situé à environ 800 m au sud du village en suivant un chemin agricole en prolongement de la Rue d'En-Bas. Le Point 110 New Military Cemetery, Fricourt est situé à 200 mètres au sud.

## Histoire

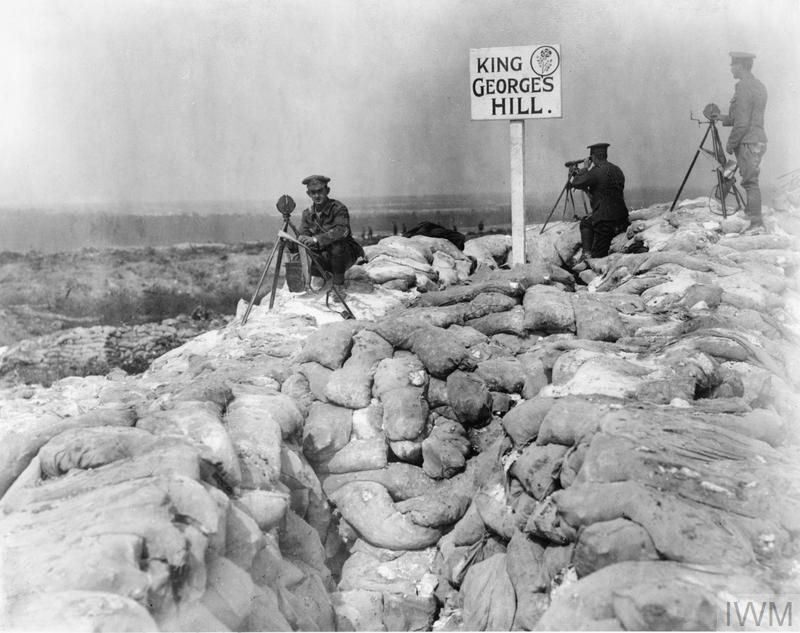
A heliograph signal station on King George's Hill, near Fricourt, September 1916. (Traduction: Une station de signalisation héliographe sur King George's Hill, près de Fricourt, septembre 1916.

Le village de Fricourt est pris par la 17è division le 2 juillet 1916, 2è jour de la Bataille de la Somme, mais la partie sud de la commune, dans laquelle se situe ce cimetière, est déjà aux mains des alliés. L'ancien cimetière militaire du point 110 a été commencé par les troupes françaises en février 1915 et poursuivi par les 1st Dorsets et d'autres unités du Commonwealth d'août 1915 à septembre 1916. Le cimetière a été nommé d'après le contour sur la carte; avant septembre 1916, il s'appelait King George's Hill. Ce cimetière contient 100 sépultures du Commonwealth de la Première Guerre mondiale, dont trois sont non identifiées.

## Caractéristiques
Ce cimetière a un plan carré de 30 mètres de côté.

Il est entouré d'un muret de briques.

## Galerie

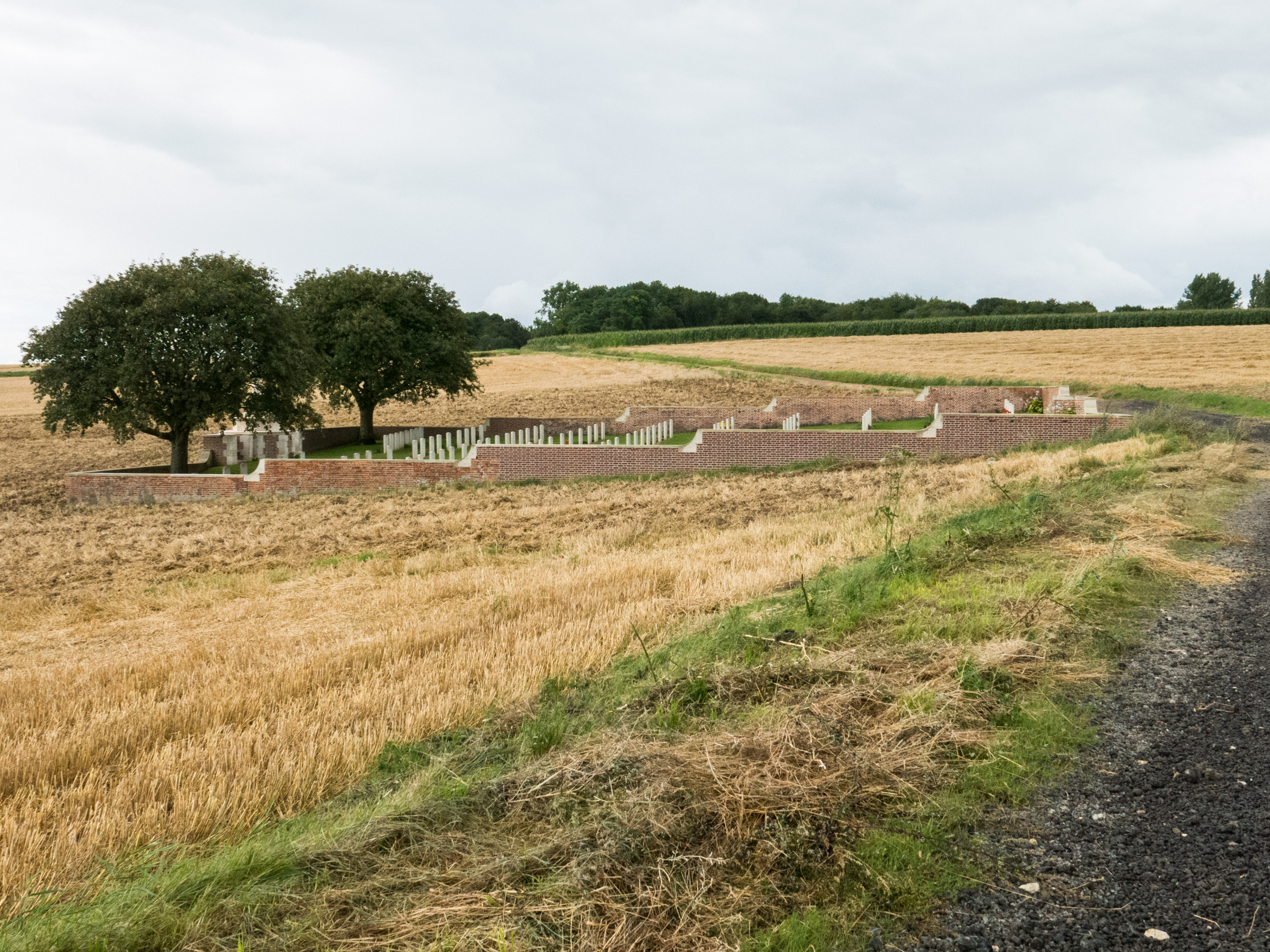
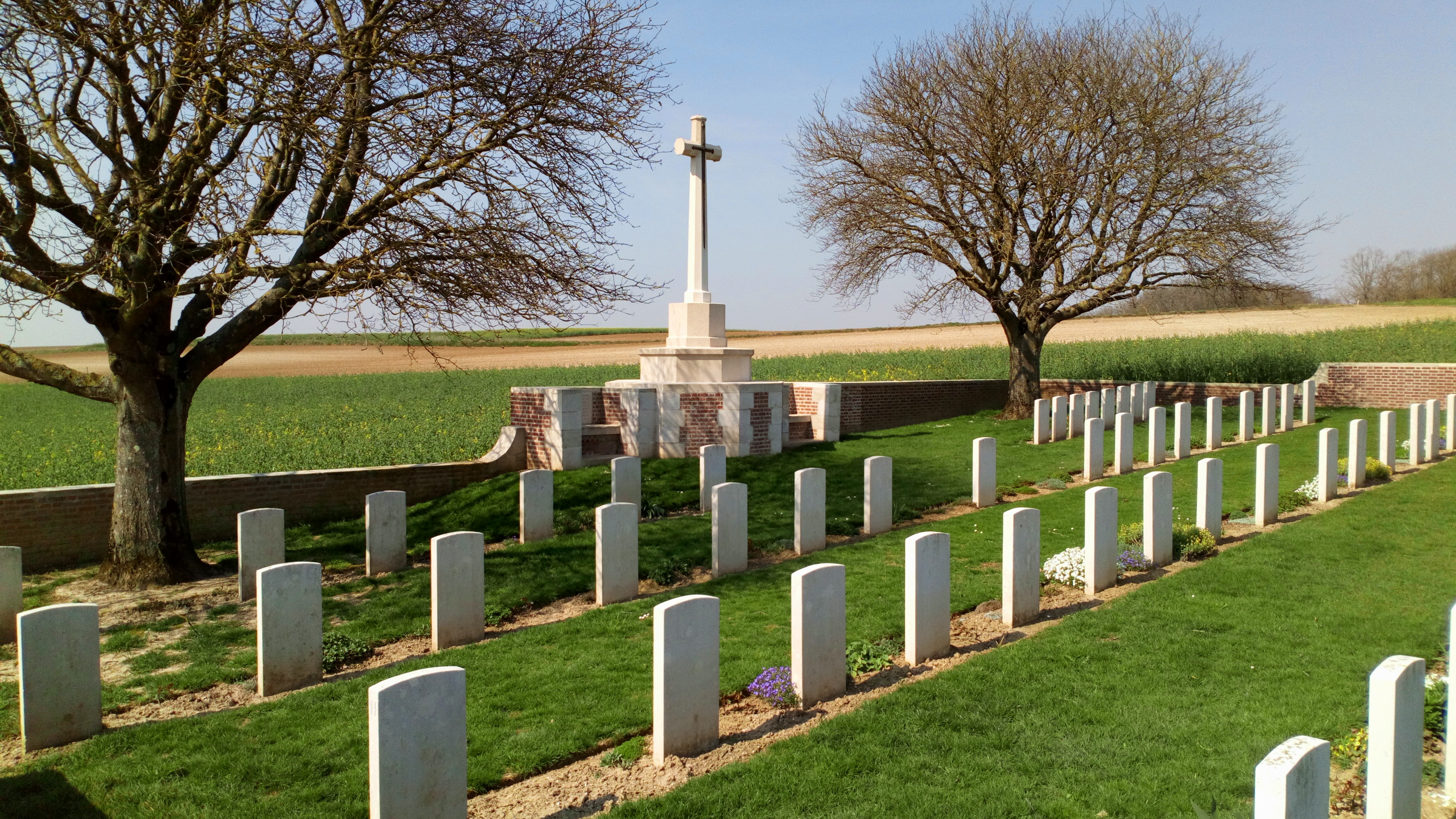
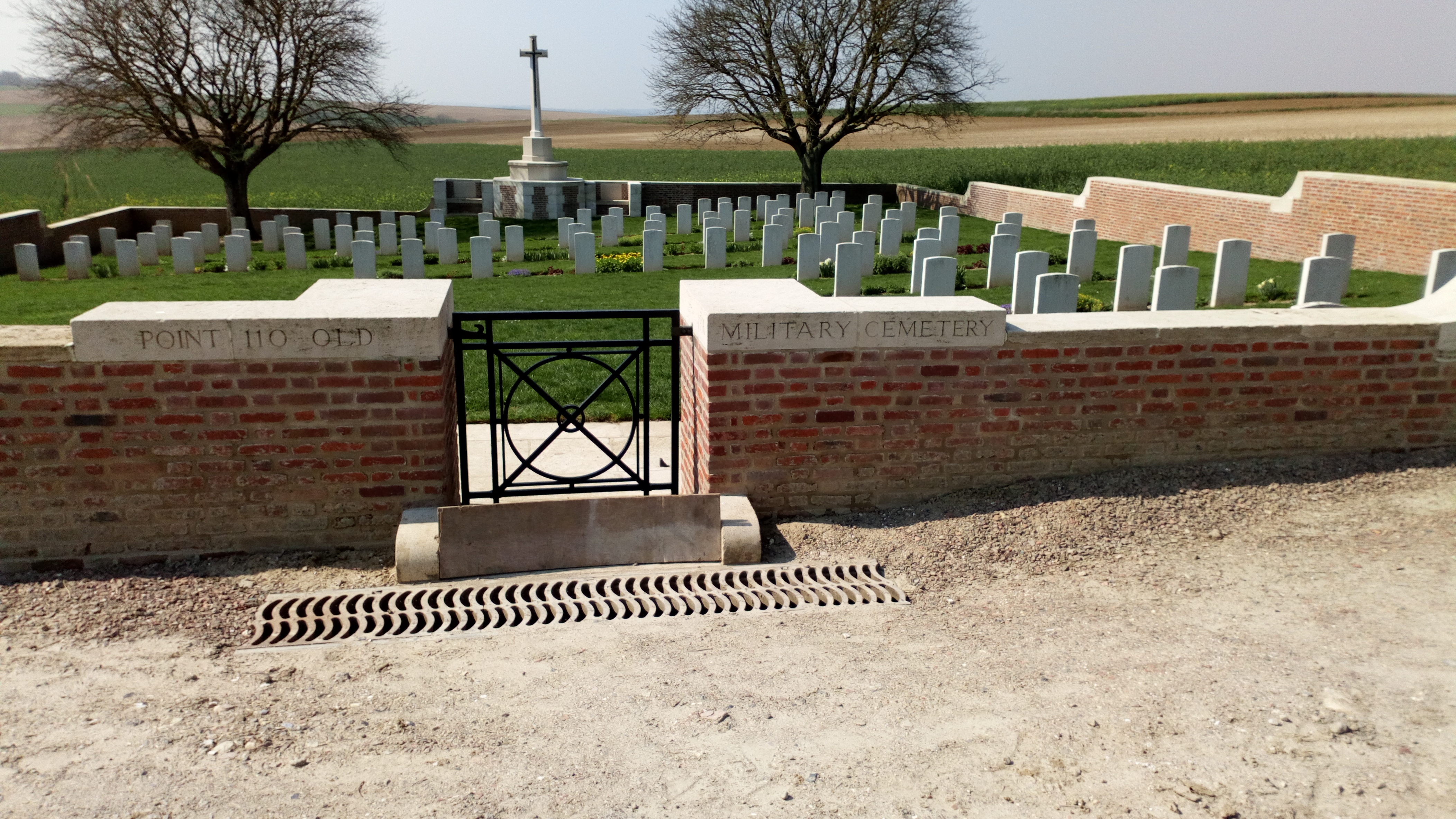
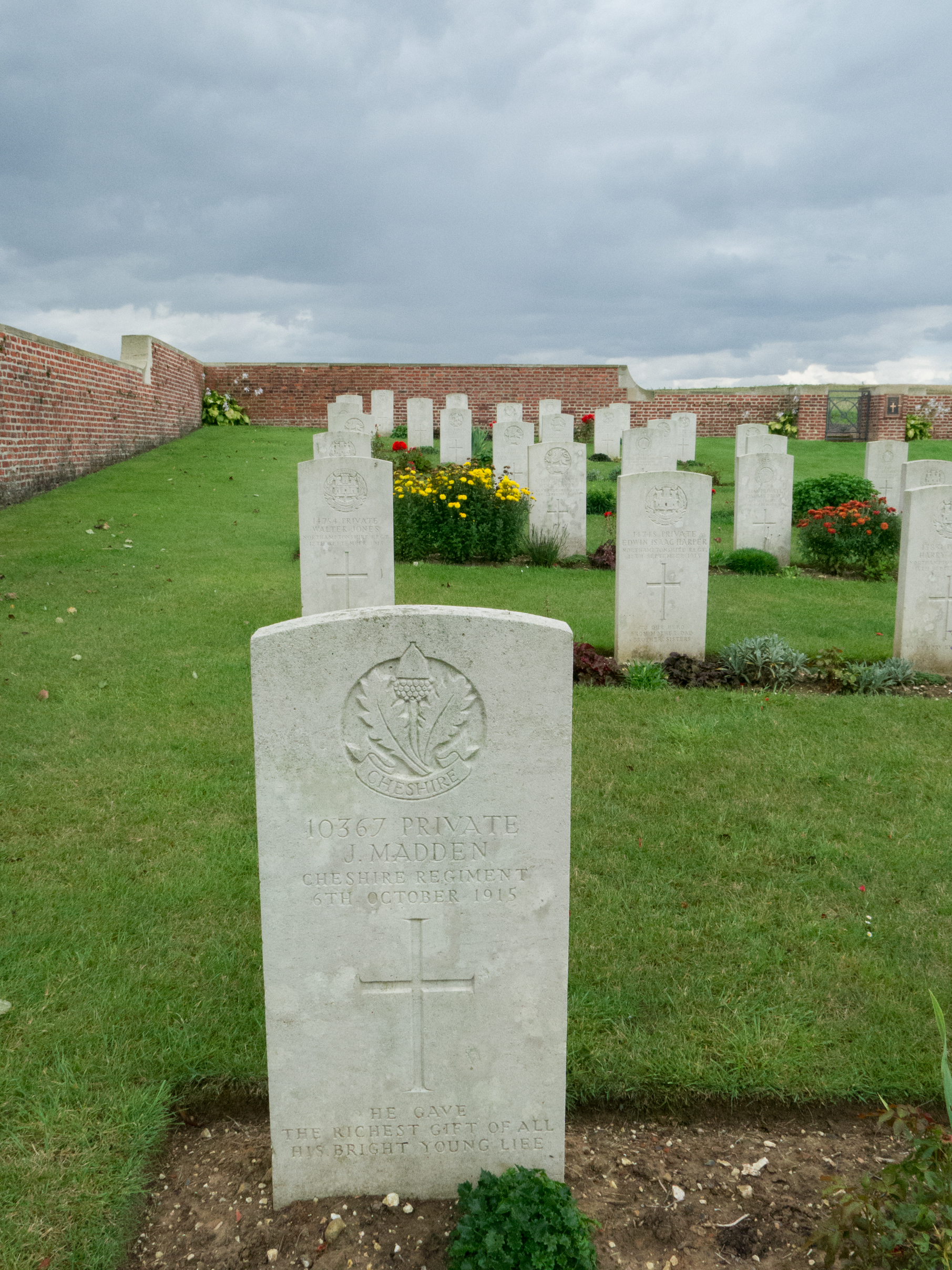
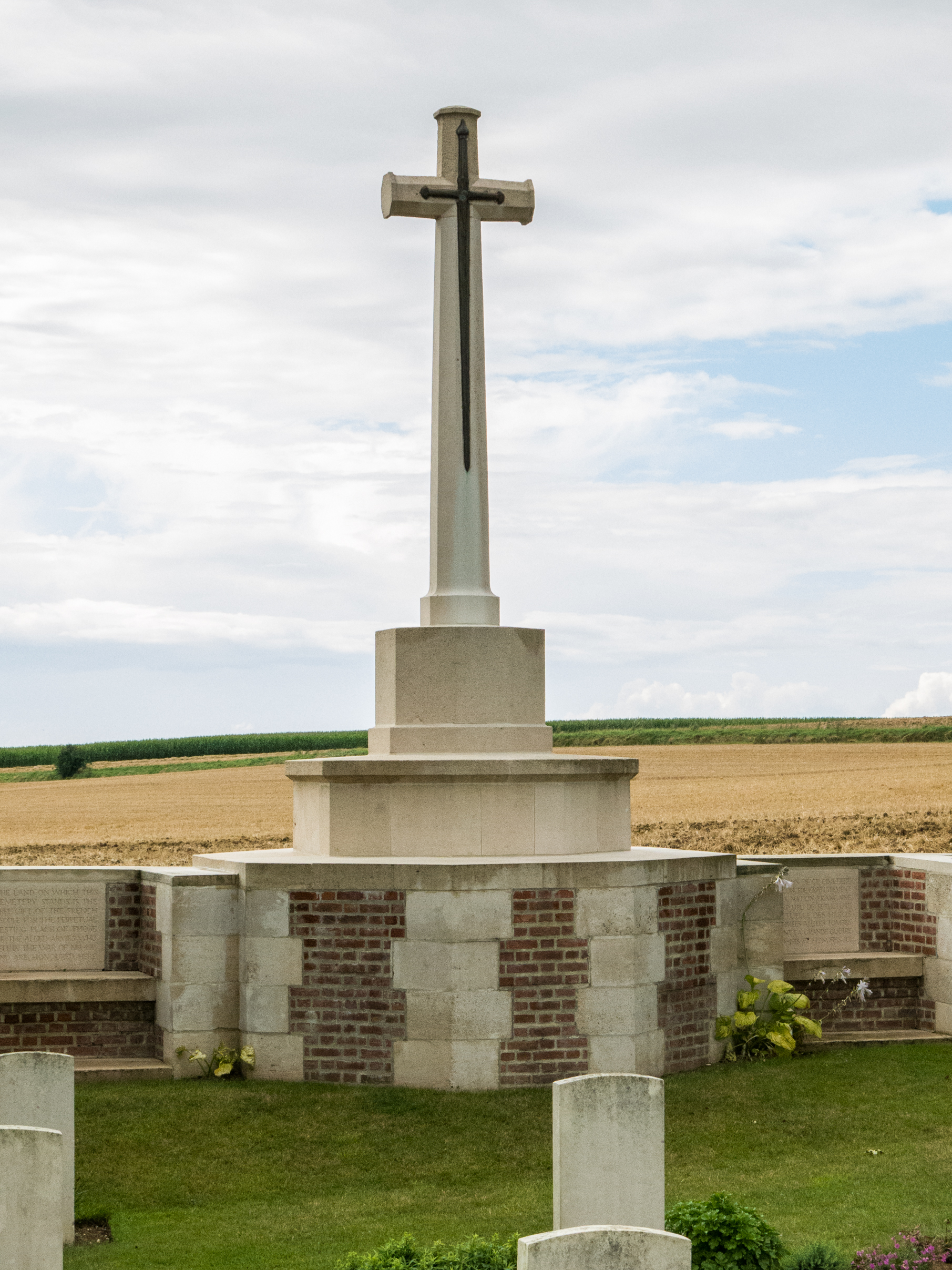
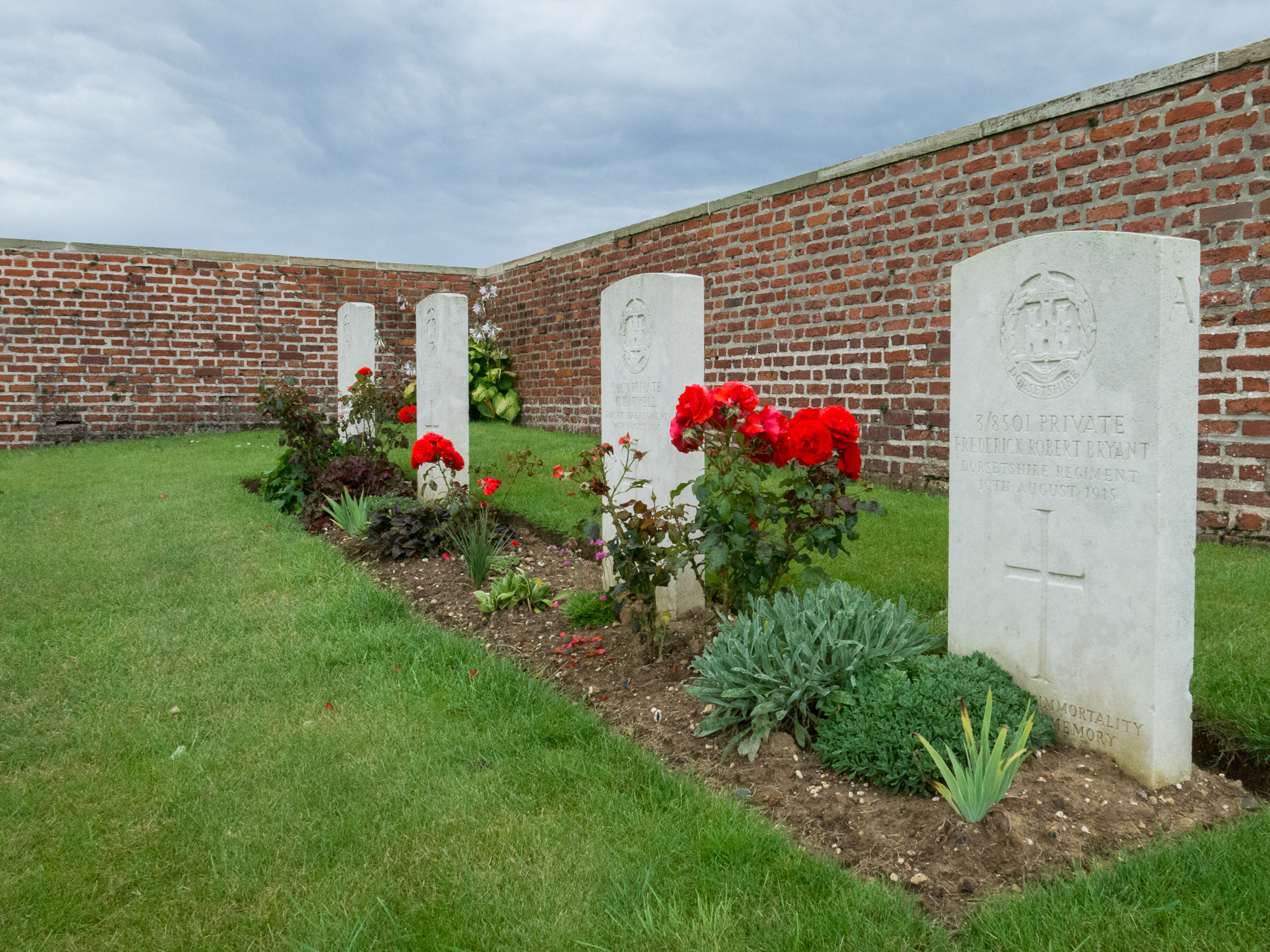

## Sépultures
| Pays        | Sépultures |
| ----------- | ---------- |
| Royaume-Uni | 100        |